# 索桑
索桑（法語：Saussan，法語發音：[sosɑ̃]）是法国埃罗省的一个市镇，属于蒙彼利埃区。

## 地理
索桑（43°34'17"N, 3°46'28"E）面积3.6 平方千米，位于法国奧克西塔尼大區埃罗省，该省份为法国南部沿海省份，南濒地中海，西南接奥德省，西北接塔恩省和阿韦龙省，东北与加尔省接壤。
与索桑接壤的市镇（含旧市镇、城区）包括：法布雷格、拉韦吕讷、皮尼昂、圣让德韦达斯。

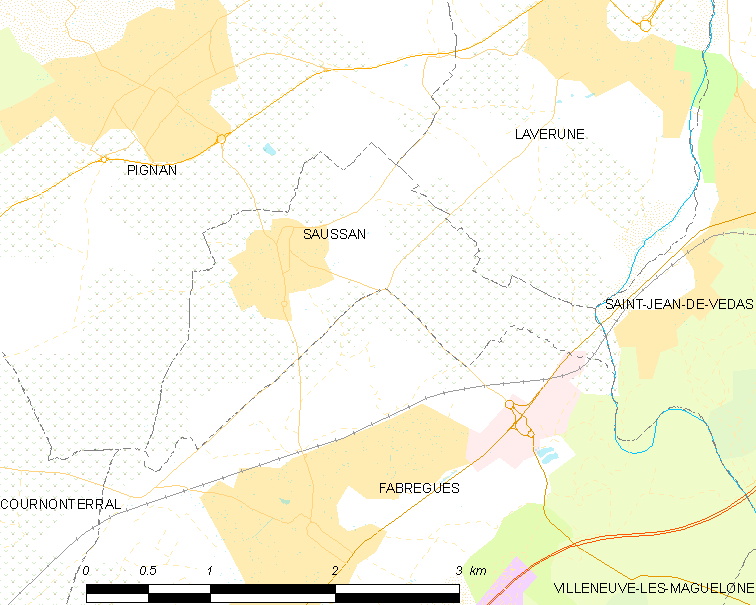
索桑的OSM定位图

索桑的时区为UTC+01:00、UTC+02:00（夏令时）。

## 行政
索桑的邮政编码为34570，INSEE市镇编码为34295。

## 政治
索桑所属的省级选区为皮尼昂县。

## 人口

1962-2008年间索桑人口变化图示

索桑于2022年1月1日时的人口数量为1926人。